# شاهدخت پیونگ‌گانگ
شاهدخت پیونگ‌گانگ (کره‌ای: 평강공주؛ درگذشته ح.۵۹۵ میلادی) شاهدخت امپراتوری گوگوریو، دختر پادشاه پیونگ‌وون و خواهر پادشاه یونگ‌یانگ بود. همان‌طور که در داستان‌های شفاهی (که نسخه‌هایی از آن در مناطق مختلف وجود دارد) گفته شده است، او با یک رعیت به نام اون دال ازدواج کرد.
بر اساس افسانه، زمانی که پیونگ‌گانگ دختری کوچک بود و بی‌وقفه گریه می‌کرد، پدرش، پادشاه پیونگ‌وون، به شوخی تهدید می‌کرد که او را به ازدواج با اون دال، پسر گدای طبقه فرودست جامعه که به عنوان احمق شناخته می‌شود، در می‌آورد. وقتی پیونگ‌گانگ ۱۶ ساله بود، پدرش از او خواست تا با پسری از خانواده اصیل گو ازدواج کند. پیونگ‌گانگ نپذیرفت و اصرار کرد که باید با اون دال ازدواج کند؛ زیرا به گفتهٔ او، پدرش باید به قولش عمل کند، حتی به کسی که موقعیت بسیار پایینی مانند اون دال دارد.
بنابراین پیونگ‌گانگ قصر را ترک کرد و به خانه ای رفت که اون دال با مادرش زندگی می‌کرد و اصرار داشت که با او ازدواج کند. اون دال و مادرش کاملاً گیج و ترسیده بودند، اما پیونگ‌گانگ موفق شد و او و اون دال با هم ازدواج کردند. آنها در کنار هم بسیار خوشبخت بودند و پیونگ‌گانگ از طلای خود برای کمک به خانواده استفاده کرد و بسیاری از مهارت‌های مفید مانند انتخاب اسب را به شوهرش آموخت. در نهایت با کمک پیونگ‌گانگ، اون دال به یک ژنرال مشهور تبدیل شد.

## در فرهنگ عامه
- بازی شده توسط نام سانگ می در مجموعه تلویزیونی سال ۲۰۰۹ کی‌بی‌اس۲، لی پیونگ کانگ شکست‌ناپذیر
- بازی شده توسط جین یه جو در مجموعه تلویزیونی سال ۲۰۱۷ نتفلیکس، تنها آهنگ عاشقانه من
- بازی شده توسط کیم سو هیون، هو جونگ اون و جونگ یون ها در مجموعه تلویزیونی سال ۲۰۲۱ کی‌بی‌اس۲، طلوع ماه در رودخانه[۶]